# .info
.infoはジェネリックトップレベルドメイン（gTLD）の一つである。情報サイトの使用を意図しているが、特に用途の規制はない。このことは、2000年後半に7つの新しいgTLDが公表されたときに、ICANNが明言している。なお、このgTLD追加は1980年代、DNSが開発されて以来初めての大規模な追加だと宣伝された。これら180以上の提案から選ばれた、7つの新しいgTLDは、過密だった.comドメインからの解放をある程度意識したものであった。
.infoはこれら新しい7つの新しいgTLDのなかで最も成功したドメイン名で、2006年中頃で300万以上の登録がされている。それに加え、160万の.infoドメインのサイトは生きている。例えば、アメリカ同時多発テロ事件の余波で、ニューヨーク州都市交通局は覚えやすいドメイン名（mta.info）に切り替えた。Chomsky.infoは政治活動家のノーム・チョムスキーによる、もう一つの.infoの使い方の好例である。Spain.infoはスペイン政府観光局がスペインへの旅行者を増やすために使っている。
.infoは、だれでもセカンドレベルドメインを取得することができる。例えば図書館のような情報に関係するサイトである必要はない。.comや.netや.orgのように、誰でも制限無く.infoドメインを使用することができる。これは、登録に一定の条件がある.eduや.coopとは対照的である。なお、本来は登録に一定条件を課すつもりであったが、実質制限がない既存のドメインとは違い、.infoは、純粋に全く制限の無い最初のドメインとして創設された。.infoは約37の言語で情報（インフォメーション）を意味する普遍的な名前である。
.infoドメインはできて以来、Afiliasが管理をしている。2003年、.infoはIETFが標準化した国際化ドメインに対応した最初のgTLDになった（解説：.info IDN）。ドメイン名の登録は、公認レジストラによって行われる。国際化ドメインについても同じである（詳細）。

## 設立（2001年）
.infoの立ち上げ時には、Landrush Periodフェーズの前に、Sunrise Periodフェーズという商標保有者の登録を優先する期間が設けられた。このプロセスは一般的な言葉でも商標を持つ者の登録が優先されたため、多くの批判が噴出した。例えば、ネコ好きの人が登録の権利を得る前に、無限軌道の建設機械業者がcat.infoを取得することが可能だった。
多数の詐欺的な登録が商標を持たない者によって登録されたが、この手順によって後にそのほとんどが排除された。しかし、いくらかは残ったためAfiliasは詐欺的な登録を排除する一層の努力が必要であると批判するものもいる。
その他論争となるような動きとして、登録が始まる前に、ICANNの依頼により329の国名・地域名ドメインが予約となったことである。このことは、Landrush Periodフェーズのために予備登録料を支払った人たちにショックを与えた一方、ICANNの政府諮問委員会（各国の代表で構成）は、賞賛した。なお、国名・地域名.infoドメインは2002年にその土地の関連政府・機関に解放された。
他の新しいTLDと同じく.infoドメインでもたくさんの名前が登録されているが、一般への認知度は低く、その多くが転売目的か、.bizドメインのように電子メールスパムのようなよくない目的に利用されていると批判する批評家もいる。